# Un parfait inconnu
Ne doit pas être confondu avec Un parfait inconnu (film).
 (février 2017).
Si vous disposez d'ouvrages ou d'articles de référence ou si vous connaissez des sites web de qualité traitant du thème abordé ici, merci de compléter l'article en donnant les références utiles à sa vérifiabilité et en les liant à la section « Notes et références ».
Un parfait inconnu (titre original : (en) A Perfect Stranger) est un roman écrit par Danielle Steel, paru aux États-Unis en 1983 puis en France en 1989. Le livre a été adapté à la télévision dans un téléfilm réalisé par Michael Miller et diffusé aux États-Unis le 12 septembre 1994.

## Résumé
Depuis des années, la jeune et belle Raphaëlla Phillips vit un mariage de rêve avec John Henry, un riche et puissant diplomate de 40 ans son aîné. Mais un jour, il est victime d'une violente attaque dans leur propriété de San Francisco qui le diminue fortement. Raphaëlla se retrouve seule et désespérée. Après de nombreuses rencontres fortuites, le hasard met sur la route de Raphaella, Alex Hale, un homme séduisant qui arrive au moment où elle est le plus démunie. Elle tombe rapidement très amoureuse d'Alex mais, par loyauté à l'égard de son mari, elle se refuse à établir avec lui plus qu'une relation d'amitié…

## Téléfilm

### Fiche technique
- Titre original : A Perfect Stranger
- Titre français : Danielle Steel : Un parfait inconnu
- Réalisation : Michael Miller
- Scénario : Jan Worthington d'après le roman de Danielle Steel
- Musique : Lee Holdridge
- Durée : 90 minutes
- Pays d'origine :  États-Unis
- Date de diffusion :
  -  États-Unis : 12 septembre 1994

### Distribution
- Robert Urich (VF : Bernard Woringer) : Alex Hale
- Stacy Haiduk (VF : Françoise Cadol) : Raphaella Phillips
- Darren Mc Gavin (VF : Louis Arbessier) : John Henry Philips
- Susan Sullivan (VF : Martine Messager) : Kaye
- Holly Marie Combs (VF : Emmanuelle Pailly) : Amanda Hale
- Marion Ross (VF : Arlette Thomas) : Charlotte Brandon
- Ron Gabriel (VF : Jean-Loup Horwitz) : Fred
- Tamara Gorski (VF : Marie-Brigitte Andreï) : Sarah
- George R. Robertson (VF : Jacques Ciron) : Richard Lance
- Patricia Brown (VF : Marie Marczack) : Mary